# Станіслав Кишка
Станіслав Петрович Кишка (пом. 1513/1514) — державний і військовий діяч Великого князівства Литовського з роду Кишок, дипломат, гродненський староста, великий гетьман литовський, маршалок великий литовський.

## Біографія
Походить з підляського боярського (шляхетського роду). Отримав прізвисько «Кишка», від якого пішла назва роду. В джерелах часто називається як «Станіслав Петрашкович».
З 1487 року підстолій литовський, з 1488 року литовський стольник, з 1492 року лідський намісник, маршалок великокнязівського двору. Перебував у литовському посольському дворі у московських справах. Брав участь у литовському посольстві в Москву (призначалося для того, щоб московський государ Іван III видав свою дочку Єлєну заміж за литовського князя Олександра Яґеллончика). Брав участь у польсько-литовських договорах.
1496 р. брав участь у поході польського короля Яна І Ольбрахта на землі молдавського господаря Штефана IV, з литовським загоном розгромив татарський загін під Брацлавом.
1499 р. смоленський намісник, почав зміцнення смоленській фортеці, червня 1502 р. керував обороною Смоленська від московських військ під час московсько-литовської війни 1500—1503 років.
1503 р. розбив трьохтисячний татарський полк у битві біля Прип'яті. 1506 р. брав участь у Клецькій битві, де командував 10 тисячами воїнів.
1507 р. поступився гетьманським титулом колишньому великому гетьману литовському Костянтину Острозькому, який звільнився з московського полону, будучи раніше захопленим в полон під час Ведрошської битви, в якій командував литовським військом.
Конфліктував з улюбленцем великого князя Олександра Михайлом Глинським, за що був тимчасово відсторонений від панської ради.
З 1508 року гродненський староста, з 1512 р. литовський великий маршалок. У 1508 і 1511 роках брав участь у комісії по уточненню литовсько-польського кордону в Мазовії.
1512 року король дозволив йому проводити торги в м. Олика.

## Сім'я
Був одружений двічі. Перша дружина — Кучуківна НН. Дитина:
- Барбара (†бл.1513) — перша дружина князя Юрія Радзивілла (Геркулеса).

Друга дружина — Софія Монтигерд — дочка воєводи троцького Петра Монтигердовича «Білого». Діти:
- Петро Кішка (пом. 1534) — воєвода полоцький, каштелян троцький, генеральний староста жмудський
- Ганна, 1-й чоловік — троцький каштелян Ян Радзивілл (Бородатий) (1474—1522), 2-й чоловік — генеральний староста жмудський, великий гетьман литовський Станіслав Кезґайло (пом. 1527).[3]